# Calvi-Klasse
Die Calvi-Klasse war ein Klasse von drei Unterseebooten der Königlich Italienischen Marine, die Mitte der 1930er Jahre gebaut wurden und im Zweiten Weltkrieg vorwiegend im Atlantik zum Einsatz kamen.

## Baugeschichte
Die drei Boote der Klasse wurden zwischen 1932 und 1936 von der OTO-Werft in Muggiano bei La Spezia gebaut und nach den italienischen Freiheitskämpfern Pietro Calvi, Giuseppe Finzi und Enrico Tazzoli benannt.
Bei der Calvi-Klasse handelt es sich um eine Weiterentwicklung der ab 1925 vom Ansaldo-Konsortium gebauten Balilla-Klasse. Von letzterer stammten auch die späteren Argo- und Tritone-Klassen ab. Wie die Balilla-Boote hatte die Calvi-Klasse eine Zweihüllenkonstruktion. Auf Grund ihrer Größe und der verbesserten Brennstoffkapazität eigneten sich die Boote der Calvi-Klasse sehr gut für Langstreckeneinsätze auf hoher See. Als sehr unbefriedigend erwies sich die Manövrierbarkeit, weswegen diese Boote für Rudeleinsätze gegen Geleitzüge ungeeignet waren und vorwiegend als Einzelfahrer gegen langsame Handelsschiffe operierten.

## Einsatzgeschichte
Die drei Boote wurden bis April 1936 von der Regia Marina übernommen und unmittelbar danach im Spanischen Bürgerkrieg eingesetzt. Bei Ausbruch des Zweiten Weltkrieges bildeten die Boote das U-Boot-Geschwader 11 in La Spezia und operierten zunächst im Mittelmeer. Ab 1940 wurden die Boote in den Atlantik verlegt und dem italienischen U-Boot-Kommando Betasom in Bordeaux unterstellt. Sie waren relativ erfolgreich. Enrico Tazzoli versenkte auf acht Feindfahrten 18 Handelsschiffe mit insgesamt 96.553 Tonnen, darunter einen 5.135 t Frachter vor der portugiesischen Küste, und rettete Überlebende des Hilfskreuzers Atlantis. Pietro Calvi brachte es auf 34.193 Tonnen, Giuseppe Finzi auf 30.760. Das Boot Pietro Calvi wurde am 15. Juli 1942 südlich der Azoren versenkt, Enrico Tazzoli ereilte dasselbe Schicksal im Mai 1943 in der Biskaya.
Da sich die schwerfälligen italienischen Langstreckenboote immer weniger für offensive Operationen eigneten und der deutschen Kriegsmarine ausgebildete Besatzungen für ihre sehr guten Boote vom Typ VIIC fehlten, einigte man sich 1942 darauf, sieben deutsche Boote mit italienischer Besatzung einzusetzen und ebenso viele italienische Boote für Transportaufgaben, insbesondere für Fahrten nach Japan umzubauen. Von der Calvi-Klasse wurden die Boote Enrico Tazzoli und Giuseppe Finzi für diesen Zweck umgebaut. Ersteres verließ am 16. Mai 1943 Bordeaux mit 165 Tonnen Material und ging kurz danach verloren. Das Boot Giuseppe Finzi wurde im September 1943 von der deutschen Kriegsmarine als UIT 21 übernommen, jedoch nicht mehr eingesetzt und am 25. Juli 1944 im Hafen von Le Verdon (Département Gironde) versenkt.

## Boote der Klasse
| Name           | Bauwerft      | Kiellegung         | Stapellauf       | Indienststellung | Bemerkung |
| -------------- | ------------- | ------------------ | ---------------- | ---------------- | --- |
| Pietro Calvi   | OTO, Muggiano | 20. Juli 1932      | 3. März 1935     | 16. Oktober 1936 | Geschwader 1/11 in La Spezia; Betasom, Bordeaux; Totalverlust, 15. Juli 1942, 30° 7′ N, 26° 7′ W; FKpt. Primo Longobardo       |
| Giuseppe Finzi | OTO, Muggiano | 1. August 1932     | 29. Juni 1935    | 1. August 1936   | Geschwader 1/11 in La Spezia; Betasom, Bordeaux; Transportboot, am 25. Juli 1944 in Le Verdon von Kriegsmarine versenkt        |
| Enrico Tazzoli | OTO, Muggiano | 16. September 1932 | 13. Oktober 1935 | 18. April 1936   | Geschwader 1/11 in La Spezia; Betasom, Bordeaux; Totalverlust, 18. Mai 1943, 38° 53′ N, 20° 33′ W; KKpt Carlo Fecia di Cossato |